# 95式自動歩槍
95式自動歩槍(95式自动步枪、英: QBZ-95もしくはType 95 Assault Rifle)は、中国が1995年に制式採用したブルパップ方式の自動小銃である。自動歩槍とは自動歩兵銃の意。
同銃を示す表記として、上記以外で95式自動小銃、95式5.8mm小銃、95式アサルトライフル、95式歩槍や95式小銃("自動"を省略)、95型アサルトライフルなど複数あり、中国語でも95式突击步枪(95式突撃歩槍、突撃歩槍=突撃銃の意)、95式5.8毫米突击步枪、95式步枪などと表記する場合もある。

## 開発
95式自動歩槍は1978年に開発が完了した中国独自の小口径高速弾である「5.8×42mm弾」を使用する第1世代の自動小銃の「87式自動歩槍(87式5.8mm自動歩槍)／QBZ-87」を1987年に開発し、全軍に配備する予定だったが一般部隊への先行配備する形での試験で中国人民解放軍の要件を満たしておらず兵士からは多くの苦情が寄せられたためそれに対応するために開発されたのが95式自動歩槍である。
1989年には87式自動歩槍の際に提示された開発要件を見直した2番目の開発要件が発表され、同年2月3日に中国人民解放軍と国防科学技術委員会によって要件が審査され承認された。
この開発要件に従って4つの開発チームによって1つずつの試作銃が提出された。4つの試作銃はそれぞれA案、B案、C案、D案という名称で試験が進められた。これらの試作銃は全てがブルパップ方式である。
|     | 開発                     | 備考 |
| --- | ------------------------ | --- |
| A案 | 浙江947工場 唐文烈       | 銃床の伸縮調整が可能。                                                                                     |
| B案 | 河南126工場 華東工業学院 | 7つラグのボルトを使用。 独自の閉鎖機構を備えている。                                                       |
| C案 | 自貢216工場              | 上部フレームが金属製、下部フレームがプラスチック製。 セミオートとフルオートに加え3点バーストで射撃できた。 |
| D案 | 重慶建設工業有限責任公司 | 独自の作動機構で作動し、コッキングレバーが右側面に位置している。                                           |

これらの試作銃は1990年4月29日に石家荘歩兵学院にて試験された。採点方法は不明だが100点満点の得点式で評価され、A案とB案は脱落、C案は68.1点で保留、D案は71.3で合格した。同年9月には国防科学技術委員会から中国工業学院の朵英賢のリーダーシップの元3人の設計者によって開発を指導することが発表された。この開発は各機関にて別々に独立して開発作業をするのではなく1つの専門研究所と4つの工場から招集された18人の設計者によって構成される「国家チーム」として合同で開発作業が行われた。
1991年9月に国家チームは新たに4つの試作銃を提出した。それぞれ1案、2案、3案、4案という名称で試験された。
|     | ベース      | 備考 |
| --- | ----------- | --- |
| 1案 | D案の改良型 | フレームの形状を変更し、フォアグリップを追加。 マガジンの位置を変更しより安定して給弾が行われるように。 |
| 2案 | C案の改良型 | フォアグリップを追加し、ボルトの形状を変更および内部部品を統合化し複雑さを緩和。                        |
| 3案 | A案の改良型 | フォアグリップが追加され、銃床の伸縮調整方法が変更された。                                              |
| 4案 | 独自        | D案のものを流用したバッファーを備えている。                                                             |

これらの試作銃をD案との比較試験を行い3案と4案が脱落し、1案と2案が最終開発への進んだ。最終開発では1案と2案それぞれの良い点を取り入れ１つの完成形となる銃器を完成させるという形で開発が開始された。
1994年には新型の第2世代5.8mm自動小銃を中国人民解放軍駐港部隊へ配備するよう要求されさらに開発が急がれた。同年10月には国家射撃場にて試験が行われ、1995年1〜8月の間で中国人民解放軍の試験を完了し黒竜江、甘粛などの地域で試験的に配備が開始されていった。1995年10月には約6年に及ぶ開発が完了した。
1996年11月には最初の派生モデルである「95式班用機槍(95式5.8mm班用機槍)／QJB-95」という軽機関銃モデルが開発され、自貢工場にて152挺の試験生産が完了した。
1997年2月には中国人民解放軍駐香港部隊への先行配備が開始その後正式に「95式自動歩槍(95式5.8mm自動歩槍)／QBZ-95」として中国人民解放軍と武装警察部隊、公安特警にて採用された。

## 構造
作動メカニズムは、現代小銃として一般に採用されているガス圧利用(ショートストロークピストン式)、ロータリングボルト方式を採用。銃身上部に位置するガスシリンダーに発射ガスの一部を導くことにより、ピストンにガス圧を与えてボルトキャリアーを後退させる。コッキンレバーは機関部のグリップ上方にキャリングハンドル内側にあり、射撃に伴って前後動する。撃発機構には回転式ハンマーではなく、前後に動くストライカーが採用されている。
セレクターレバーは銃床左側側面、床尾板に近い後方にあり、銃のハンドガードを支えている手で操作するようになっている。形状は、指かけの突起が設けられた丸いダイヤル状のものである。
- セレクターレバー表示
  - 0 安全装置
  - 2 フルオート(連射)
  - 1 セミオート(単射)

ハンドルの上部には、各種スコープや暗視装置が装備できる。ハンドガードの下にグレネードランチャーも装備可能。
また年代によって仕様が異なり1997年に公開され、中国人民解放軍駐香港部隊に配備されたモデルはコッキングレバーの形状が異なっておりハンドガードの放熱穴の数が3つと少ない。現行モデルは銃剣を銃身上の装着するのに対して1997年モデルは銃身下に配置する。1997〜1999年の間で見られるモデルはコッキングレバーは現行モデルと同じようにされたが放熱穴は3つのままである。2003年以降はすべて現行モデルである放熱穴が6つのモデルになった。

## 派生型

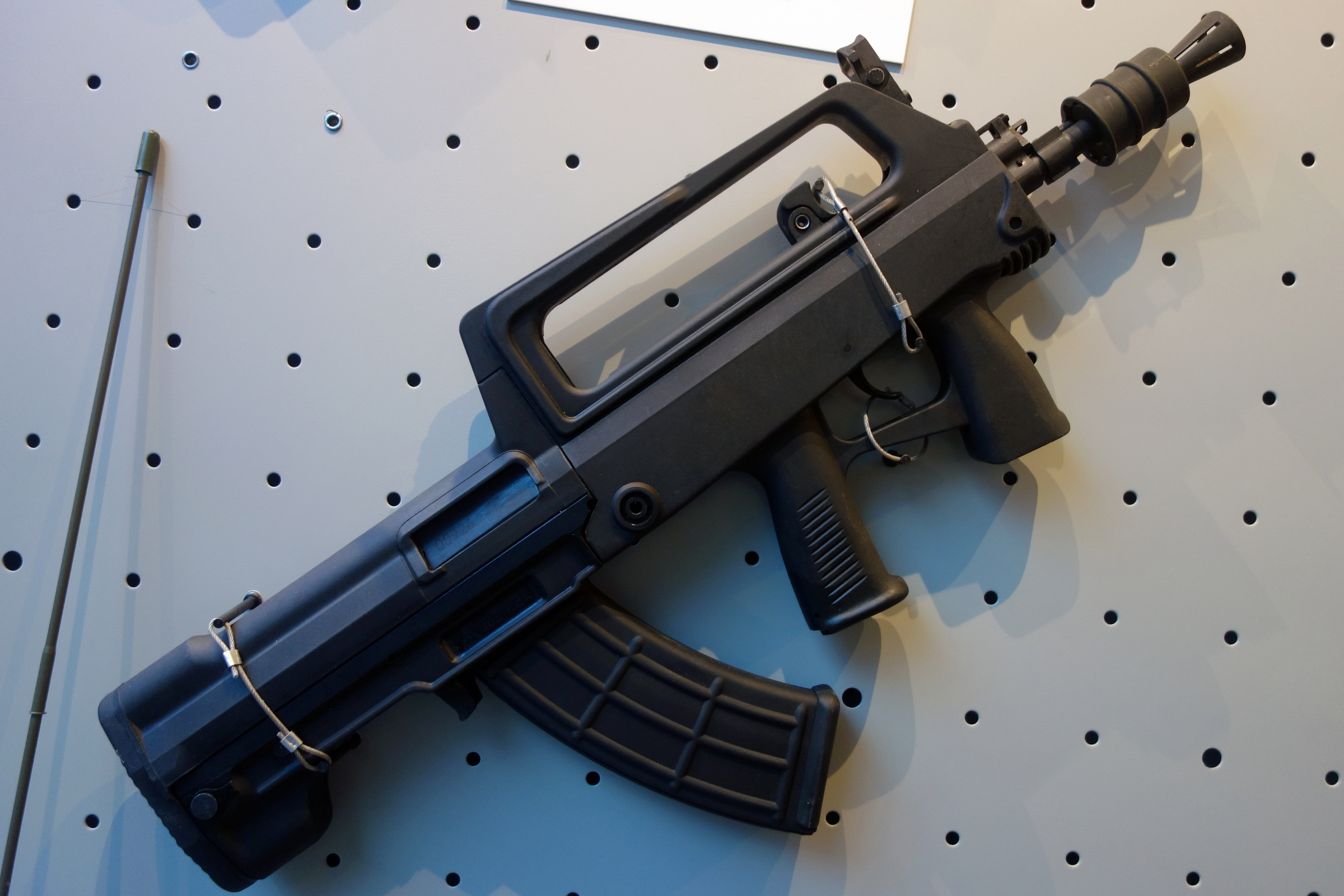
現行モデルの95-B式自動歩槍

### 軍向け

#### 95-B式自動歩槍／QBZ-95B
銃身を短縮したカービンモデル。発表年ごとに3つのモデルのモデルが存在する。
1997年に公開された初期モデルはフラッシュハイダーが現行モデルより簡素で、2番目に公開されたモデルはフラッシュハイダーの形状が変更されている。現行モデルとなる3番目のモデルはキャリングハンドルの形状が変更されている。
北京オリンピックの対テロ演習時に北京特警が使用しており2014年の海上演習にも使用されているのが確認されている。

#### 95式班用機槍／QJB-95

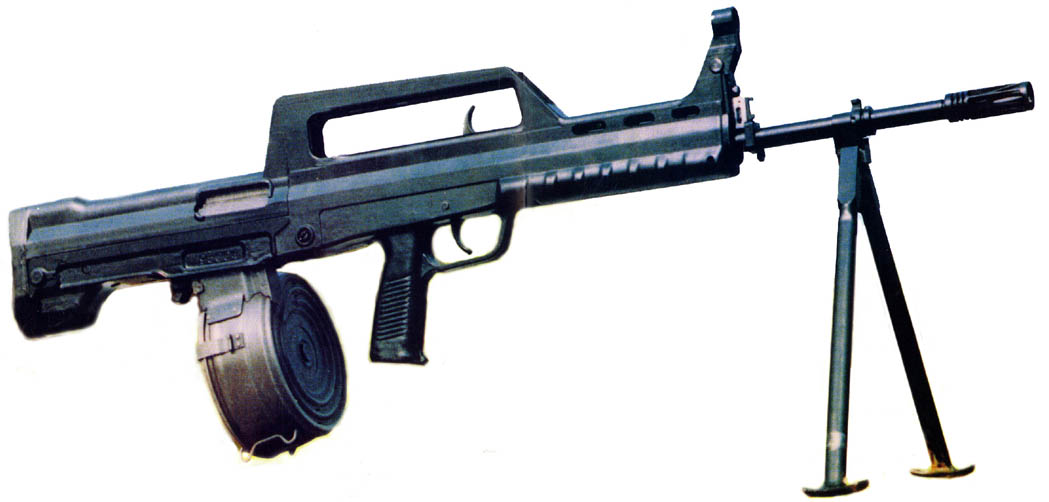
コッキングレバーの形状が異なる初期型の95式班用機槍。95連ドラムマガジンを装着している。

長時間の連射に耐えられる肉厚で長い銃身と展開式の二脚を取り付けた軽機関銃モデル。フォアグリップが省略されハンドガードの形状が変更されている。
ブルパップ方式のため通常のドラムマガジンを装着すると構えた際に邪魔になるため81式班用機槍のドラムマガジンをベースに右に寄った形状に修正された95連ドラムマガジンを装着して運用する。

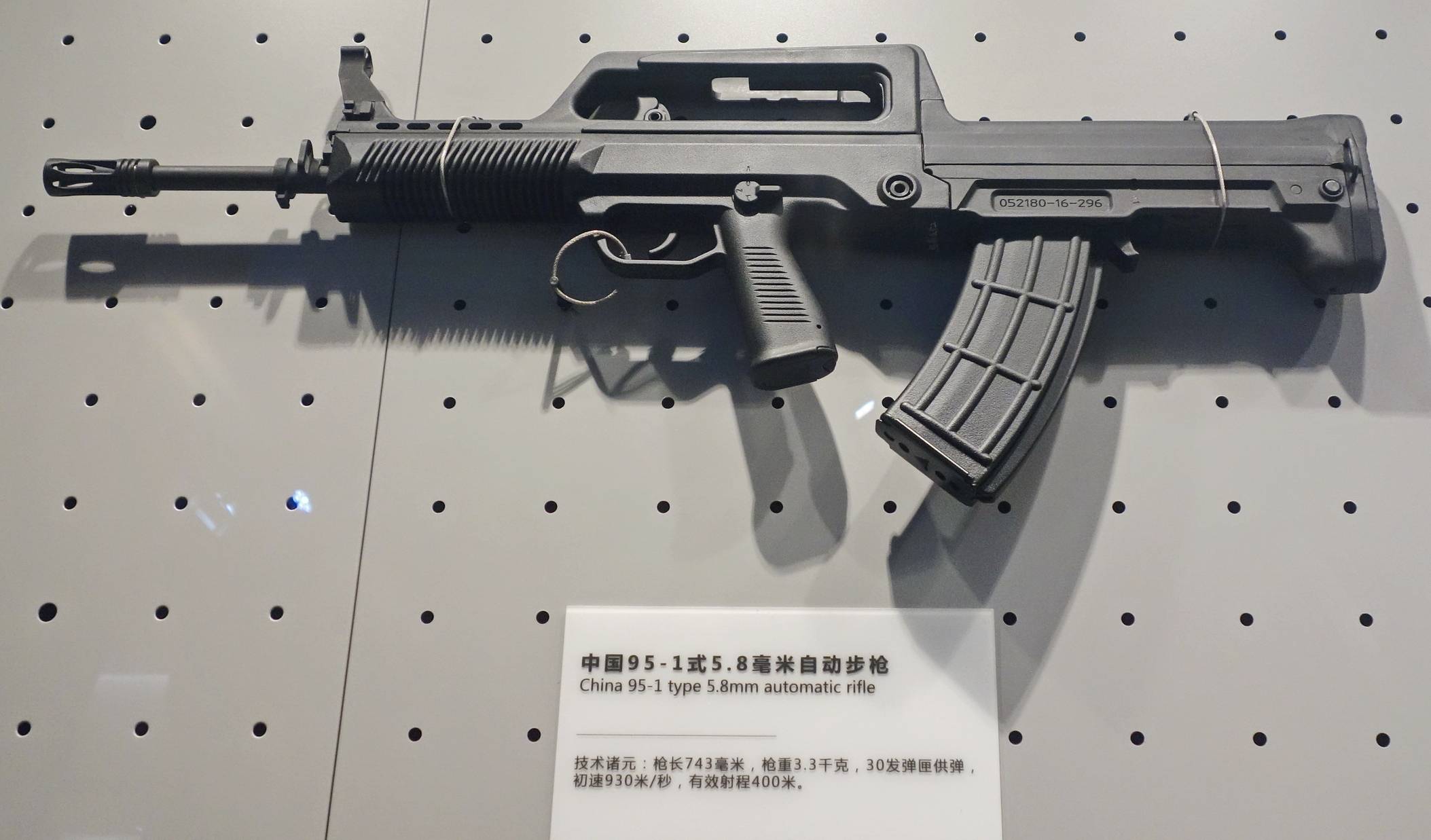
95-1式自動歩槍

#### 95-1式自動歩槍／QBZ-95-1
2011年12月に公開された95式自動歩槍の改良モデル。
2009年に「95式改」として開発が明らかになり、2010年1月の中国国内のテレビ番組内で紹介され、2011年2月には書籍内で開発に関係した人物により非公式に発表、同年12月には公式に公開された。
95-1式自動歩槍の開発は2004年6月に開始され、2007年下旬から2008年末にかけて国家射撃場、低気温地域、砂漠地域、熱海地域、高原地域のそれぞれの環境下で試験が行われた。2010年7月1日には中国の命名法則に従って「95-1式自動歩槍(95-1式5.8mm自動歩槍)／QBZ-95-1」として正式に命名された。
主に以下の変更が施された。
- グリップおよび全体のフレームのデザインを変更。
- 本体を構成するプラスチックをWS SL-1045ナイロン66、WS SL-1046ナイロン610、TPAC HPN 35Aなどの新たに開発されたものに変更したことで耐久性が向上。
- トリガーガードを兼ねるフォアグリップを排除。
- セレクター位置をより操作しやすいグリップ上に移動。
- 3点バースト射撃機能の追加。
- ハンドガードの形状を変更し、冷却効率が向上。
- スリングスイベルの位置を変更。
- グリップの角度を81°から75°に変更。
- トリガー機構を改良。
- ガスレギュレーター機構を改良。
- アイアンサイトのベースラインを5mm下げることで精度の向上。
- 夜間アイアンサイトをトリチウム光管で蛍光するように変更。
- 新型のDBP10弾を使用できるよう変更。
- マガジンの形状を変更し耐久性が向上。
- 後退位置で固定させた遊底を前進させるためのリリースボタンを追加。
- 銃床に内蔵されているリコイルバッファー（緩衝器）を再設計し、射手が射撃時に感じる衝撃を緩和。

また95-1式自動歩槍にはピカティニーレールが備えられていないが、ハンウェイシャ工業設計有限公司が開発した「ロングボウ95式戦術拡張システム」を組み込むことでピカティニーレールの使用が可能になり汎用性が向上する。

#### 95-B1式自動歩槍／QBZ-95-B1
95-1式自動歩槍の銃身が短縮されたカービンモデル。

#### 95-1式班用機槍／QJB-95-1
95-1式自動歩槍の軽機関銃モデル。長時間の連射に耐えられる肉厚で長い銃身と展開式の二脚を取り付けている。放熱穴が5つから6つへ増加している。
97式自動歩槍／QBZ-97
5.56×45mm弾を使用する輸出モデル。マガジンが素早く外せる様に改良されており、民間向けでは無く他国軍隊などへ輸出される。カンボジア軍とミャンマー軍にて採用された。

#### 97-A式自動歩槍／QBZ-97A
97式自動歩槍に3点バースト射撃機能を組み込んだ改良モデル。カンボジア軍に採用された。

#### 97-B式自動歩槍／QBZ-97B
97式自動歩槍の銃身が短縮されたカービンモデル。

### 民間向け

#### QBZ-97A
2008年からカナダなど北米にてノリンコブランドとして販売されていた97式自動歩槍のセミオートのみの民間向けモデル。現地販売ではType 97 rifleとして販売されていた。フルオート射撃を可能にする改造が容易だったためカナダでは販売禁止となり、所持者の銃所持ライセンスの種別に関わらず全数が回収された。
T97 NSR Gen.1
QBZ-97Aがカナダで販売禁止となったため、フルオート改造対策を行ったモデル。こちらは現在も販売されている。製造元である重慶建設工業有限責任公司の海外向け民間銃器ブランドのEMEIブランドで輸出販売されている。

#### T97 NSR Gen.2
T97 NSR Gen.1の近代化モデル。キャリングハンドルを取り外しフレーム上面をピカティニーレールのフラットトップに変更し、左右にはKey-MODスロットが追加されている。この変更によってコッキングレバーの位置が変更された。

#### T97 NSR Gen.3／EM3516
T97 NSR Gen.2のKey-MODスロットをM-LOKスロットに変更した改良型。

#### T97 BNS
97-B式自動歩槍のEMEIブランドのもと販売されている輸出モデル。射撃モードはセミオートのみに制限され使用するマガジンも30連風の外見をした5連のものを使用する。97-B式自動歩槍同様の短縮銃身を備えたものと延長された銃身を備えたものの2種が存在する。
SDM M77コマンドー
イタリアなどヨーロッパにて販売されているセミオートのみの民間向け仕様。.223 レミントン弾を使用する。95-B式自動歩槍をベースとしているが、現地法に合わせて銃身が延長されている。中国の海外向け民間銃器ブランドのSDMブランドで輸出販売されている。
LA-K12
QBZ-97をベースにカナダのLEVERARMS社が製造販売しているセミオート式ショットガン。

## 備品

### 銃剣
M9を参考にした多機能銃剣で95式自動歩槍と並行して独自に開発された。通常のナイフとして使用できるほか有刺鉄線を含む鉄線を切断可能でネジを締めることも可能である。また取り付ける位置は比較的珍しく銃身下ではなく上側に取り付ける。全長は302mmで重量は360g。

### 照準器

#### Y/MA 95-002
95式自動歩槍の派生型含むほぼ全てのモデルに取り付け可能な照準器。
| 倍率     | 倍率     | 3倍     |
| 視野     | 視野     | 8度     |
| 視度     | 視度     | 0.5〜10 |
| 推奨距離 | 自動小銃 | 600m    |
| 推奨距離 | 軽機関銃 | 800m    |
| 重量     | 重量     | 250g    |

取り付ける際はキャリングハンドル上部にある深さ18mm、幅22mmのU字型の溝に挟みY/MA 95-002側にある白いレバーを絞めることで固定できる。

#### 暗視装置
95式自動歩槍の派生型含むほぼ全てのモデルに取り付け可能な暗視装置。
| 倍率     | 3倍   |
| 視野     | 10度  |
| 視度     | 6〜20 |
| 視差     | 2     |
| 推奨距離 | 200m  |
| 重量     | 1.3kg |

### 擲弾発射機

#### 91-B式擲弾発射機／QLG-95B
91式擲弾発射機の95式自動歩槍に対応したモデルで、主に非殺傷弾を射撃する。中国人民解放軍駐港部隊と駐マカオ部隊で使用されていた。

#### LG-1
トリガーガードを兼ねるフォアグリップをグリップとして使用するタイプの試作型。91-B式擲弾発射機よりも小型になったが試作に留まった。

#### ライフルグレネード
95式自動歩槍用のライフルグレネード。銃口にカップ型のアダプタを取り付けることで射撃が可能になる。約80m発射することが可能。

### 空砲アダプター
空砲弾を使用しても正常にサイクルさせるために銃口に取り付けるアダプター。

### サプレッサー
複数の試作型が存在するがどれも実用化には至っていない。2012年の北京警察用装備展覧会にて迅速に取り付け、取り外しが可能なサプレッサーが展示されたがこれも実用化されていない。

## 運用国
- 中国
95式自動歩槍とその派生型を全軍に配備。
- カンボジア
特殊部隊および護衛部隊が97式自動歩槍、97-A式自動歩槍、97-B式自動歩槍、97式班用機槍を採用[11][12]。
- スリランカ
スリランカ空軍特殊部隊にて運用中。
- スーダン
「Kombo」先進歩兵システムの制式小銃として採用[13][14]。
- パキスタン
準軍事組織「Frontier Corps」が使用[15]。
- バングラデシュ
大統領護衛部隊が使用。
- フィリピン
フィリピン警察特殊部隊が使用[16]。
- ミャンマー
97式自動歩槍を中華人民共和国から輸入しており[17]、ワ州連合軍での運用も確認されている。
- ラオス
97式自動歩槍および97-B式自動歩槍を中華人民共和国から輸入している[18][19]。

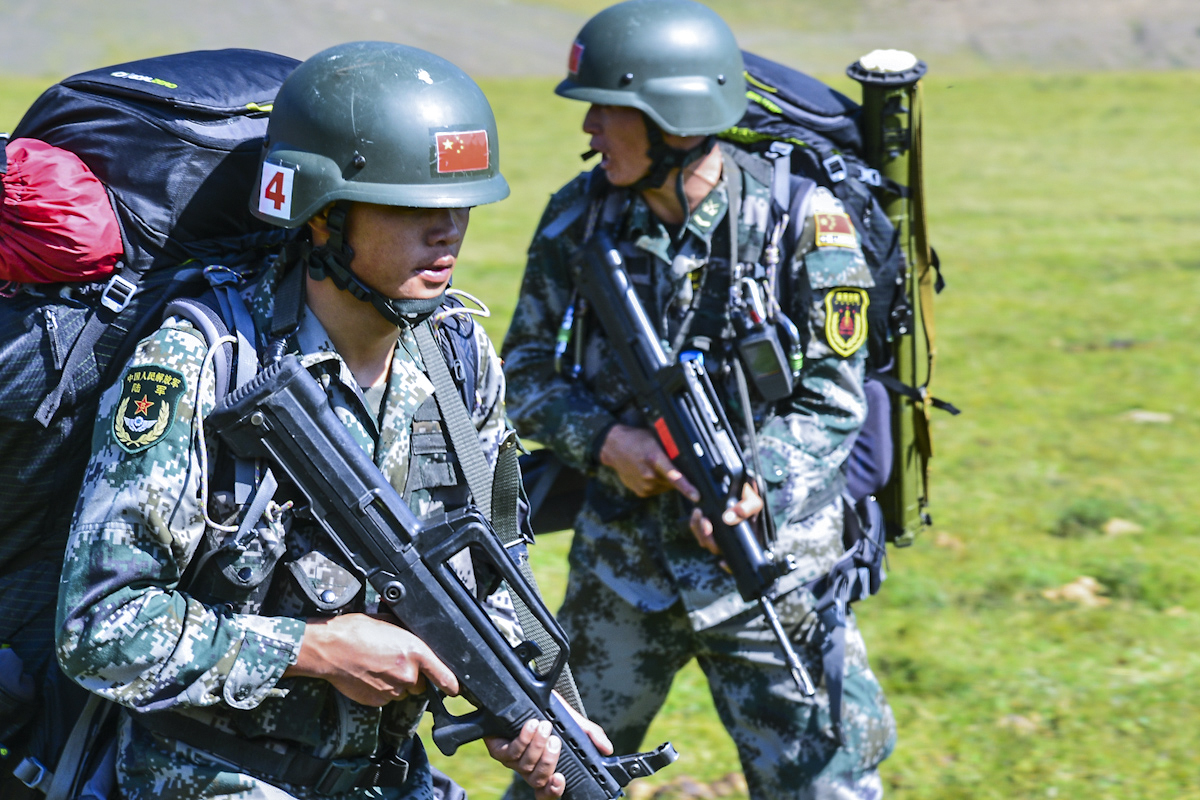
国際軍事演習で95式自動歩槍を手にする中国人民解放軍兵士(2017年)
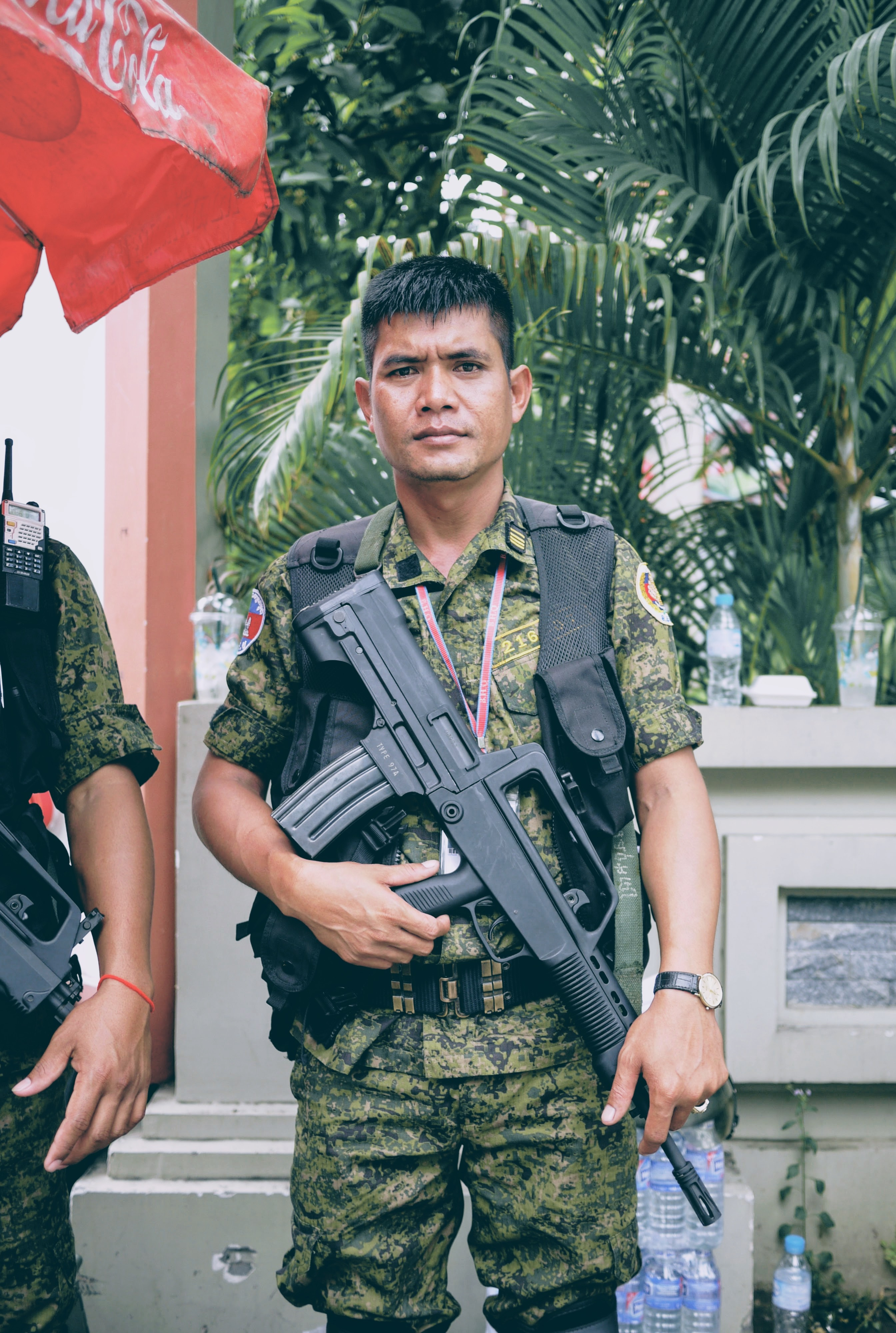
97式自動歩槍を装備したカンボジア首相護衛部隊の兵士(2017年)
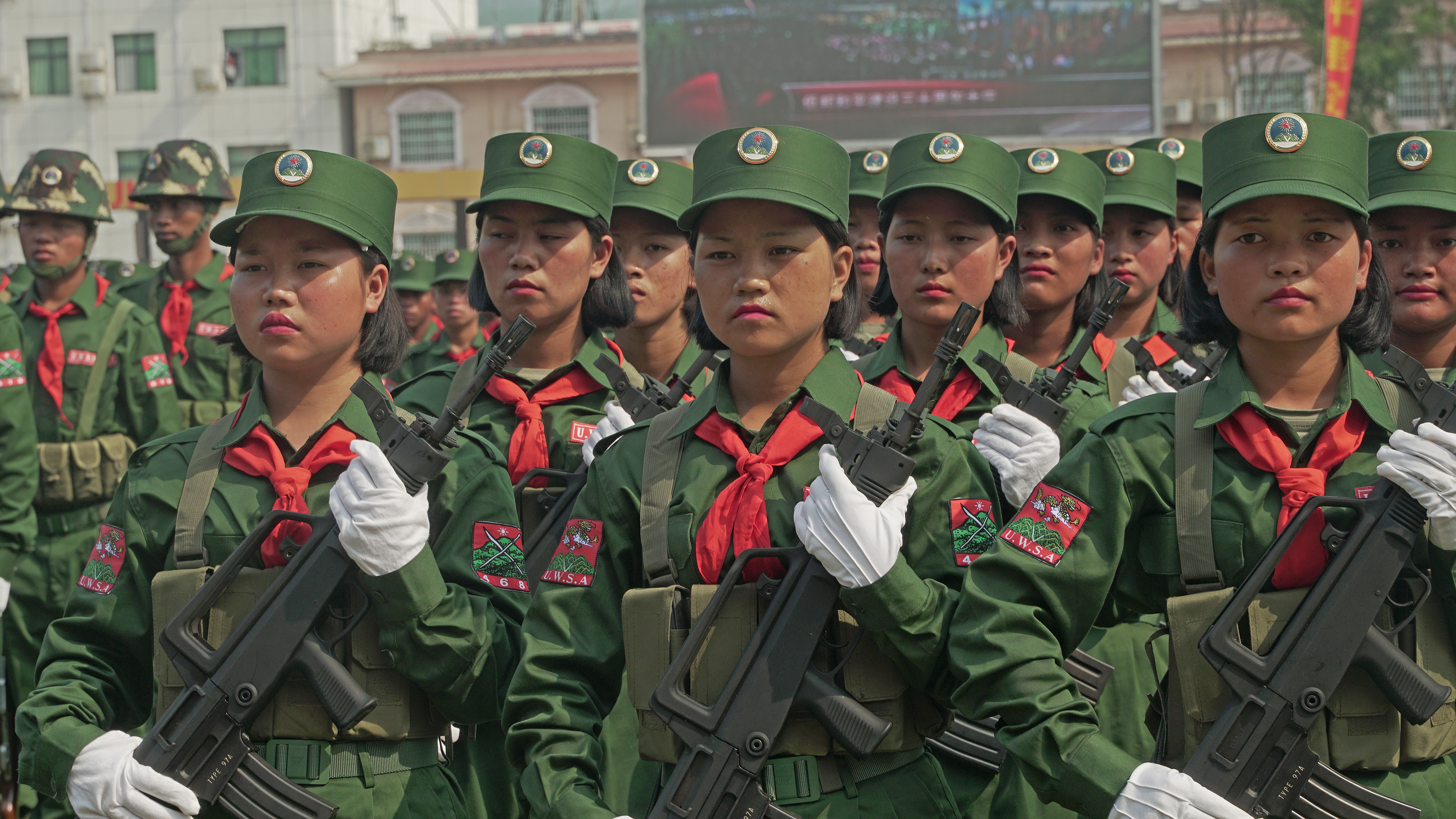
97式自動歩槍を携行するワ州連合軍の女性兵士(2017年1月28日)

## 登場作品

### 映画
『ザ・ラストシップ』
シーズン3にて、中国軍の兵士が使用。
『沈黙の鉄拳』

### 漫画・アニメ
『CANAAN』
中国公安警察が使用。
『海竿』

### 小説
『生存者ゼロ』
「九五式小銃」の名称で登場。連絡が途絶した根室半島沖の石油掘削プラットフォーム「TR102」に派遣された西部方面普通科連隊所属の陸上自衛官らが、なぜか装備している。
『ゼロの迎撃』
上記『生存者ゼロ』と同じ安生正の小説。『生存者ゼロ』と同じく「九五式小銃」の名称で登場し、なぜか陸上自衛官が装備している。
『ブラッドバス』
深見真の小説。中国雲南省の街、深紅馬鎮の武装警察隊員らが作中随所で使用。深紅馬鎮での陰謀に巻き込まれた日本人の元自衛官と元ヤクザの主人公らも鹵獲したものを使用するが、途中からは売人から購入した密輸品のM4A1カービンなど別の銃が使用されるようになる。

### ゲーム
『Operation Flashpoint: Dragon Rising』
キャンペーン、マルチプレイの両モードで中国人民解放軍がQBZ-95・QBB-95 LSW・QBU-88を使用する。
『PLAYERUNKNOWN'S BATTLEGROUNDS』
ジャングルマップ「Sanhok」にてSCAR-Lの代わりとしてQBZ-95-1が「QBZ」の名称で登場するほか、Mini14の代わりとしてQBU-88が「QBU」の名称で登場する。
『カウンターストライク』
QBB-97 LSWをゲーム内ポイントで購入可能。両陣営で使用できる。また、隠し武器でEXバージョンなるものがある。
『グランド・セフト・オートV』
「ブルパップ・ライフル」の名称でQBZ-95が登場する。
『クロスファイア』
QBZ-95が登場。
『コール オブ デューティシリーズ』
『CoD:MW3』
マルチプレイのアサルトライフルとして「Type 95」の名称でQBZ-95が登場。
『CoD:BO2』
アサルトライフルとして近代化改修が施されたQBZ-95が「Type 25」の名称で登場する。また、ライトマシンガンとしてQBB-95 LSWが「QBB LSW」の名称で登場する。
『CoDモバイル』
過去作のCoD:BO2からアサルトライフルの｢type25」として登場。
『荒野行動』
「95式小銃」の名称でQBZ-95が、「95式軽機関銃」という名称でQBB-95 LSWが登場。通常物資として落ちている。
『スプリンターセル』
ミャンマーの中国大使館にいる人民解放軍兵士がQBZ-95を使用する。
『スペシャルフォース』
QBZ-97が登場。ゲーム内通貨で購入可。
『バトルフィールドシリーズ』
『BF2』
CHINA特殊兵がQBZ-97、援護兵がQBB-95 LSWを使用。
『Project Reality』
中華人民解放軍が標準装備としてQBZ-95のスコープ付きを使用する。選択装備としてスコープ無しのQBZ-95も使用する。
オートマチックライフルマンが軽機関銃としてQBB-95 LSWを装備し、戦車搭乗員が自衛武装としてカービンタイプのQBZ-95Bを使用している。また、マークスマンの装備としてQBU-88が登場する。
『BF2MC』
CHINA突撃兵でQBZ-95、狙撃兵でQBU-88を使用可能。QBZ-95にはスコープとグレネードランチャー、QBU-88にはスコープとバイポッドが装着されている。
『BF3』
マルチプレイのDLCにてQBZ-95B・QBB-95 LSW・QBU-88がアンロック武器として登場。米露両陣営で使用が可能。
『BF4』
QBZ-95-1・QBZ-95B・QBB-95-1・QBU-88が登場。キャンペーンでは中国軍の兵士が携行している。
『マーセナリーズ2 ワールド イン フレームス』
「ブルパップライフル」の名称でQBZ-95が、「スナイパーライフル」の名称でQBU-88が登場し、両者とも中国軍（アジアン軍）が使用する。
『レインボーシックス シージ』
「T-95 LSW」の名称でQBB-95が登場。